# Aartsbisdom Fermo
Het aartsbisdom Fermo (Latijn: Archidioecesis Firmana; Italiaans: Arcidiocesi di Fermo) is een metropolitaan aartsbisdom van de Rooms-Katholieke Kerk in Italië. De zetel van het aartsbisdom is in Fermo in de Marken. Het aartsbisdom werd in de derde eeuw A.D. opgericht en in 1589 werd het door paus Sixtus V, die zelf bisschop van Fermo was geweest, verheven tot aartsbisdom.
De suffragane bisdommen zijn:
- Ascoli Piceno
- Camerino-San Severino Marche
- Macerata-Tolentino-Recanati-Cingoli-Treia
- San Benedetto del Tronto-Ripatransone-Montalto

Sinds 2009 is Luigi Conti aartsbisschop van Fermo. Het aartsbisdom heeft 284.000 inwoners, waarvan 98% katholiek is. Deze worden bediend door 171 priesters in 131 parochies. Behalve paus Sixtus V is ook paus Pius III aartsbisschop van Fermo geweest.

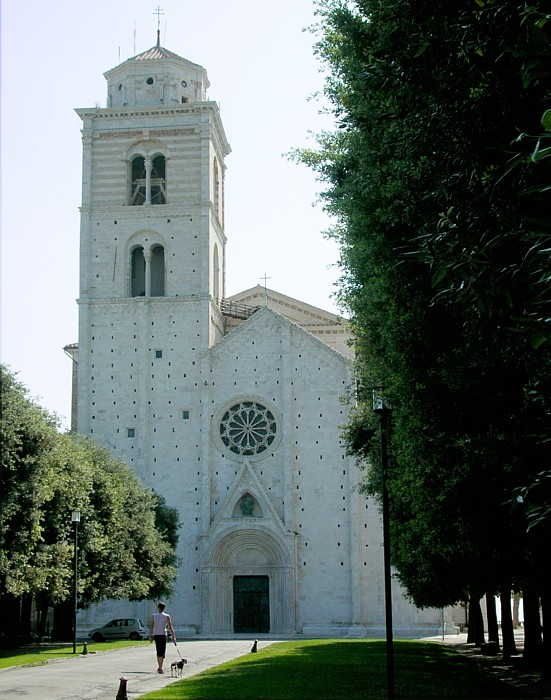
De Dom van Fermo, zetel van het aartsbisdom

Fermo (aartsbisdom) · Camerino-San Severino Marche (aartsbisdom) · Ascoli Piceno · Macerata-Tolentino-Recanati-Cingoli-Treia · San Benedetto del Tronto-Ripatransone-Montalto